# OpenDocument
Формат OpenDocument (ODF) је формат датотека за електронске канцеларијске документе као што су табеларни прорачуни (spreadsheet), графикони, презентације и документи текстуалног садржаја.
Мада је спецификацију првобитно развила компанија Sun, сам стандард је развијен у оквиру Техничког комитета за XML формат отворене канцеларије (енгл. Open Office XML technical committee) при конзорцијуму OASIS (енгл. Organization for the Advancement of Structured Information Standards - Организација за унапређење структурираних стандарда за информације), и заснива се на XML формату првобитно начињеном и имплементираном у канцеларијском пакету OpenOffice.org. Сем што је слободан формат датотека и отворени OASIS стандард, такође је и међународни ISO/IEC стандард (у једној од својих појава у верзији 1.0), ISO/IEC 26300:2006 Open Document Format for Office Applications (OpenDocument) v1.0..
Објављени ODF стандарди испуњавају и уобичајену дефиницију отвореног стандарда, што значи да су доступни без ограничења и да је имплементација слободна.